# Sofia Lugo
Sofia Lugo az amerikai Szökés című sorozat egyik kitalált szereplője. Danay Garcia alakítja. A karakter a harmadik évadban főszereplője volt a sorozatnak.

## Háttér
Sofia egy bárban dolgozott San Isabelben, amikor találkozott James Whistlerrel. Sokszor beszélgettek egymással, mivel a férfi mindig egyedül volt. Így kezdtek el járni. Amikor James megölte a polgármester fiát egy verekedésben Sofia miatt, a nő még jobban szeretni kezdte és megígérte, hogy mindent megtesz, hogy kijusson a Sonából.

## Szerepek

### 3. évad
Sofia a legelső részben bukkan fel, amikor a Sona mellett kiabál, hogy adják ki a barátját, Whistlert. Később segít Lincolnnak, hogy annak öccse kijuttassa Jamest a börtönből. Az évadban többször talál gyanús holmikat James cuccai között, életére pedig többször is rátör a CÉG, majd el is fogja. Az évad végén szabadon engedik Whistlerrel, ám egy kisebb lövöldözés keletkezik, amiben Sofia lőtt sebet kap és kórházba kerül.

### 4. évad
Sofia az évad első epizódjában, a Scyllában bukkan fel először, amint Lincolnnal és LJ-vel reggeliznek. Utána még akkor látjuk, amikor Linc végez a CÉG egyik emberével, majd mikor elfogják a rendőrök, ő és LJ futásnak erednek. Azóta nem tudni, mi történt vele. A második epizód óta Sofia már nem főszereplője a sorozatnak. A sorozat fináléjában láthatjuk, hogy Lincoln és Sofia boldogan élnek Lincoln fiával, LJ-vel együtt.